# Campeonato Interdistrital (Fiji)
O Campeonato Inter-Distrital (CID) é o mais importante evento do calendário da Associação de Futebol de Fiji para clubes amadores. Times representando vários distritos futebolísticos do Fiji participaram deste evento anualmente, exceto em 1987 por causa de uma interrupação causada pelo governo militar, desde a formação da Associação em 1938. Os times competem pelo Troféu Lloyd Farebrother, doado pelo primeiro presidente da Associação de Futebol de Fiji, A.S. Farebrother e pela Lloyd e Company.
Apenas cinco times (Suva, Rewa, Ba, Levuka e Lautoka), participaram do primeiro CID, realizado em Suva em 1938. De 1938 a 1975, a competição foi iniciada inicialmente em formato de mata-mata, mas em 1976 o formato de grupos foi introduzido. Desde 1985, a competição foi realizada com duas divisões, com a introdução de um torneio de segunda divisão, conhecida como Premier Division. Em 1999 houve a existência de uma terceira divisão.
Com o Navua registrando sua primeira vitória no torneio em 2009, todos os atuais (em Janeiro de 2010) membros da Super Premium Division têm agora o Troféu Lloyd Farebrother uma ou mais vezes.

## Natureza do Torneio
O torneio é dividido em duas divisões. A primeira é composta pelos 10 principais times do distrito. No momento esses times são Ba, Labasa, Lautoka, Nadi, Nadroga, Nasinu, Navua, Rewa, Suva e Tavua. Os times são divididos em duas chaves de cinco times, em que cada um enfrenta os outros uma vez, geralmente em quatro dias ou mais. Uma vitória vale 3 pontos,um empate garante 1 ponto e a derrota, zero. Os dois melhores times de cada chave se classificam para as semifinais, com o vencedor de uma enfrentando o segundo da outra. As semifinais e a final são disputadas no mesmo dia.
As segunda divisão é composta por 12 times. Atualmente esses times são Bua, Dreketi, Lami, Nadogo, Nalawa, Rakiraki, Savusavu, Seaqaqa, Tailevu/Naitasiri, Tailevu North, Taveuni e Vatukoula.Os times são divididos em três grupos de 4 times e cada equipe enfrenta as outras do seu time uma vez, em 4 dias ou mais. Uma vitória vale 3 pontos, um empate garante 1 ponto e a derrota, zero. O melhor time de cada chave e o melhor segundo colocado avançam às semifinais. As semifinais e a final são disputadas no mesmo dia.

## Hall de Campeões
| Ano  | Sede              | Campeão       | Vice-campeão      | Placar             |
| ---- | ----------------- | ------------- | ----------------- | ------------------ |
| 1938 | Suva              | Rewa          | Ba                | 3 - 2              |
| 1939 | Lautoka           | Rewa          | Suva              | 3 - 2              |
| 1940 | Rewa              | Suva          | Rewa              | 2 - 1              |
| 1941 | Ba                | Lautoka       | Ba                | 2 - 1 (Pro)        |
| 1942 | Nadi              | Lautoka       | Suva              | 3 - 0              |
| 1943 | Levuka            | Rewa          | Suva              | 4 - 2              |
| 1944 | Rakiraki          | Rewa          | Suva              | 2 - 1 (Pro)        |
| 1945 | Lautoka           | Suva          | Lautoka           | 3 - 1              |
| 1946 | Rewa              | Suva          | Ba                | 1 - 0              |
| 1947 | Ba                | Rewa          | Ba                | 4 - 1              |
| 1948 | Rewa              | Suva          | Rewa              | 4 - 2              |
| 1949 | Lautoka           | Lautoka       | Rewa              | 4 - 2              |
| 1950 | Rewa              | Lautoka       | Nadi              | 3 - 1              |
| 1951 | Ba                | Suva          | Rakiraki          | 2 - 0              |
| 1952 | Suva              | Suva          | Nadi              | 2 - 1 (Pro)        |
| 1953 | Lautoka           | Lautoka       | Nadi              | 2 - 1              |
| 1954 | Rewa              | Suva          | Nadi              | 1 - 0              |
| 1955 | Ba                | Rewa          | Lautoka           | 3 - 2              |
| 1956 | Suva              | Suva          | Lautoka           | 3 - 2              |
| 1957 | Lautoka           | Lautoka       | Ba                | 7 - 1              |
| 1958 | Suva              | Lautoka       | Suva              | 2 - 1              |
| 1959 | Ba                | Lautoka       | Ba                | 6 - 0              |
| 1960 | Rewa              | Suva          | Nadi              | 2 - 1              |
| 1961 | Nadi              | Ba            | Nadi              | 2 - 1              |
| 1962 | Lautoka           | Lautoka       | Ba                | 7 - 0              |
| 1963 | Suva              | Ba            | Suva              | 2 - 0              |
| 1964 | Ba                | Lautoka       | Ba                | 6 - 1              |
| 1965 | Nadi              | Lautoka       | Suva              | 2 - 1 ou 5 - 1     |
| 1966 | Suva              | Ba            | Suva              | 5 - 0              |
| 1967 | Lautoka           | Ba            | Lautoka           | 1 - 0              |
| 1968 | Ba                | Ba            | Lautoka           | 3 - 2 (Pro)        |
| 1969 | Labasa            | Nadi          | Suva              | 1 - 0              |
| 1970 | Rewa              | Ba            | Suva              | 2 - 1              |
| 1971 | Nadi              | Nadi          | Suva              | 1 - 1 (5 - 4 Pen)  |
| 1972 | Suva              | Rewa          | Labasa            | 0 - 0 (10 - 9 Pen) |
| 1973 | Lautoka           | Lautoka       | Labasa            | 1 - 0              |
| 1974 | Nadi              | Nadi          | Tailevu Naitasiri | 1 - 0              |
| 1975 | Labasa            | Ba            | Suva              | 1 - 0              |
| 1976 | Ba                | Ba            | Rewa              | 2 - 0              |
| 1977 | Suva              | Ba            | Nadi              | 1 - 0              |
| 1978 | Lautoka           | Ba            | Labasa            | 1 - 1 (6 - 5 Pen)  |
| 1979 | Tailevu Naitasiri | Ba            | Nadi              | 2 - 1 (Pro)        |
| 1980 | Ba                | Ba            | Nadi              | 1 - 0              |
| 1981 | Suva              | Suva          | Ba                | 2 - 1              |
| 1982 | Nadi              | Ba            | Nadi              | 0 - 0 W/O          |
| 1983 | Suva              | Suva          | Ba                | 1 - 0 (Pro)        |
| 1984 | Lautoka           | Lautoka       | Ba                | 2 - 0              |
| 1985 | Ba                | Lautoka       | Rewa              | 2 - 1              |
| 1986 | Rewa              | Ba            | Nadroga           | 1 - 0              |
| 1987 | Não realizada     | Não realizada | Não realizada     | Não realizada      |
| 1988 | Suva              | Nadroga       | Nasinu            | 1 - 0              |
| 1989 | Lautoka           | Nadroga       | Lautoka           | 1 - 0              |
| 1990 | Suva/Rewa         | Nasinu        | Suva              | 1 - 0              |
| 1991 | Nadi              | Ba            | Nadroga           | 1 - 0              |
| 1992 | Rewa              | Labasa        | Nadroga           | 2 - 0              |
| 1993 | Ba                | Nadroga       | Nasinu            | 1 - 0              |
| 1994 | Suva              | Labasa        | Suva              | 1 - 0              |
| 1995 | Lautoka           | Tavua         | Nadi              | 2 - 0              |
| 1996 | Suva              | Ba            | Nasinu            | 3 - 1              |
| 1997 | Ba                | Ba            | Nadi              | 2 - 0              |
| 1998 | Suva              | Nadi          | Lautoka           | 2 - 1              |
| 1999 | Nadi              | Nadi          | Ba                | 1 - 0              |
| 2000 | Ba                | Ba            | Nadi              | 1 - 0 (Pro)        |
| 2001 | Suva              | Rewa          | Ba                | 1 - 0              |
| 2002 | Ba                | Nadi          | Rewa              | 1 - 1 (4 - 2 Pen)  |
| 2003 | Ba                | Ba            | Nadi              | 1 - 0              |
| 2004 | Suva              | Ba            | Rewa              | 3 - 0              |
| 2005 | Lautoka           | Lautoka       | Ba                | 2 - 0              |
| 2006 | Ba                | Ba            | Suva              | 3 - 0              |
| 2007 | Suva              | Ba            | Nadi              | 2 - 1 (Pro)        |
| 2008 | Ba                | Lautoka       | Ba                | 1 - 0              |
| 2009 | Nadi              | Navua         | Lautoka           | 2 - 0              |
| 2010 | Suva              | Rewa          | Lautoka           | 3 - 1              |
| 2011 | Suva              | Labasa        | Ba                | 1 - 0              |
| 2012 | Ba                | Suva          | Ba                | W/O                |
| 2013 | Lautoka           | Ba            | Nadi              | 2 - 1              |
| 2014 | Suva              | Suva          | Nadi              | 1 - 0 (Pro)        |
| 2015 | Ba                | Ba            | Nadi              | 2 - 0              |

## Sumário dos campeões e vice-campeões
| Time              | Número de campeonatos | Número de vice-campeonatos |
| ----------------- | --------------------- | -------------------------- |
| Ba                | 24                    | 17                         |
| Lautoka           | 16                    | 9                          |
| Suva              | 13                    | 15                         |
| Rewa              | 9                     | 7                          |
| Nadi              | 6                     | 18                         |
| Nadroga           | 3                     | 3                          |
| Labasa            | 3                     | 3                          |
| Nasinu            | 1                     | 3                          |
| Tavua             | 1                     | 0                          |
| Navua             | 1                     | 0                          |
| Tailevu Naitasiri | 0                     | 1                          |
| Rakiraki          | 0                     | 1                          |

## Hall de campeões da Segunda Divisão
| Ano  | Sede           | Campeão           | Vice-campeão      | Placar         |
| ---- | -------------- | ----------------- | ----------------- | -------------- |
| 1985 | Ba             | Lami              | Vatukoula         | 3 - 2 (Pro)    |
| 1986 | Rewa           | -                 | -                 |                |
| 1987 | Sem competição | Sem competição    | Sem competição    | Sem competição |
| 1988 | Suva           | -                 | -                 |                |
| 1989 | Lautoka        | Nadogo            | -                 |                |
| 1990 | Suva/Rewa      | -                 | -                 |                |
| 1991 | Nadi           | -                 | -                 | -              |
| 1992 | Rewa           | -                 | -                 |                |
| 1993 | Ba             | -                 | -                 |                |
| 1994 | Suva           | -                 | -                 |                |
| 1995 | Lautoka        | -                 | -                 |                |
| 1996 | Suva           | -                 | -                 |                |
| 1997 | Ba             | -                 | -                 |                |
| 1998 | Suva           | -                 | -                 |                |
| 1999 | Nadi           | Nadroga           | Rewa              | 2 - 1          |
| 2000 | Ba             | Vatukoula         | Tailevu North     | 1 - 0          |
| 2001 | Suva           | -                 | -                 |                |
| 2002 | Ba             | Savusavu          | Tailevu-Naitasiri | 1 - 0          |
| 2003 | Ba             | Rakiraki          | Tailevu-Naitasiri | 2 - 1          |
| 2004 | Suva           | Rakiraki          | -                 | -              |
| 2005 | Lautoka        | Tailevu-Naitasiri | Seaqaqa           | 2 - 1 (Pro)    |
| 2006 | Ba             | Rakiraki          | Tailevu/Naitasiri | 1 - 0          |
| 2007 | Ba             | Rakiraki          | Tailevu/Naitasiri | 3 - 0          |
| 2008 | -              | Tailevu/Naitasiri | Tailevu North     | 1 - 0          |
| 2009 | -              | Dreketi           | Nadogo            | 1 - 0          |
| 2010 | -              | Tailevu/Naitasiri | Dreketi           | 1 - 0          |
| 2011 | -              | Lami              | Tailevu/Naitasari | 3 - 1          |
| 2012 | -              | Tailevu/Naitasari | Taveuni           | 2 - 0          |
| 2013 | -              | Taveuni           | Dreketi           | 1 - 0          |
| 2014 | -              | Rakiraki          | Nasinu            | 2 - 1          |

## Hall dos Campeões da Terceira Divisão
| Ano  | Campeão       | Vice-campeão | Placar |
| ---- | ------------- | ------------ | ------ |
| 1999 | Tailevu North | Dreketi      | 2 - 1  |